# Стрижевский, Владимир Фёдорович
Влади́мир Федорович Стриже́вский (Ра́дченко) (фр. Vladimir Strijevsky или нем. Vladimir Striževskij; 12 ноября 1892, Екатеринослав — 7 октября 1977, Лос-Анджелес, США) — российский и французский актёр, режиссёр, работал также в Германии и Италии.

## Биография
Владимир Стрижевский дебютировал в кино в 1914 году в четырёхсерийной уголовной драме «Сашка-семинарист» («Русский Рокамболь»), которая вышла в кинопрокат в январе 1915 года. С 1916 по 1917 год снимался во многих фильмах Евгения Бауэра, в том числе «Возмездие» (1916), «Набат» (1917), «Революционер» (1917). В 1917 году в акционерном обществе А. Ханжонкова поставил в качестве режиссёра фильм «Чёрная любовь». В 1919 году снялся в антибольшевистском агитационном фильме «Жизнь — Родине, честь — никому».
В 1920 году эмигрировал во Францию. Под именем В. де Стри (V. de Stry) снимался в фильмах «Смысл смерти» (1922) Якова Протазанова и «Голгофа любви» (1923) Виктора Туржанского.
С 1923 года работал в Германии. Поставил фильмы «Бездны большого города» (1924), «Тарас Бульба» (1924), «Адъютант царя» (1928) с Иваном Мозжухиным, «Забавы императрицы» (1929) c Лиль Даговер в роли Екатерины I и драму на русскую тему «Тройка» (1930) с Ольгой Чеховой в главной роли.
В 1931—1938 годах работал во Франции, снял фильмы «Сержант Икс» (1931), «Бурлаки на Волге» (1936), «Княжеские ночи» (1938). Был автором сценария французской экранизации романа «Преступление и наказание» (1935).
В 1945 году поставил в Италии фильм «Плоть и душа», художником-постановщиком которой был его друг Борис Константинович Билинский. В том же году уехал в США. Жил там под именем Влад Стреви (Vlad Strevy). 9 ноября 1951 года получил гражданство США, но в кино больше не работал.

## Фильмография

### В России
- 1915 Сашка-семинарист
- 1915 Пара гнедых
- 1915 Чайка
- 1915 Тени греха
- 1915 Дневник поруганной женщины
- 1915 Кто без греха, кинь в неё камень
- 1915 Проведемте, друзья, эту ночь веселей
- 1915 Нет ей ни доли, ни счастья
- 1915 Подвигу твоему кланяюсь
- 1916 Возмездие
- 1916 Гриф старого борца
- 1916 Крылья ночи
- 1916 Марионетки рока
- 1916 О, женщины
- 1916 Пора любви
- 1916 Путаница
- 1916 Сестры Бронские
- 1916 Сказка синего моря
- 1916 Сын мой, где ты?
- 1916 Чужая душа
- 1917 Жизнь трёх дней
- 1917 Княжна Лариса
- 1917 Любовь или страсть
- 1917 Набат
- 1917 Осень женщины
- 1917 Правда женщины
- 1917 Революционер
- 1917 Чёрная любовь (режиссёр)
- 1919 Жизнь — Родине, честь — никому

### За границей
- 1922 Смысл смерти / Le sens de la mort (актер)
- 1923 Голгофа любви / Calvaire d`amour (актер)
- 1924 Бездны большого города / Tiefen der Großstadt
- 1924 Тарас Бульба / Taras Bulba
- 1928 Адъютант царя / Adjutant des Zaren
- 1929 Забавы императрицы / Spielereien einer Kaiserin
- 1930 Тройка / Troika
- 1931 Сержант Икс / Le Sergent X / Sergeant X
- 1935 Преступление и наказание / Crime et châtiment (автор сценария)
- 1936 Бурлаки на Волге / Les Bateliers de la Volga
- 1938 Княжеские ночи / Nuits de princes
- 1945 Плоть и душа / La carne e l’anima